# 빛고을대로
빛고을대로(Bitgoeul-daero)는 광주광역시 서구 유촌동에서 광주광역시 북구 용전동 신룡 교차로를 잇는 광주광역시의 도로이다.
2004년 12월 29일에 일본 센다이시와의 자매결연을 기념하기 위해 계수사거리에서 동림 나들목까지의 구간을 센다이로(Sendai-ro Road, 仙台路)라는 이름으로 개통되었으나 광주 관문 도로에 일본식 이름이 들어가 부적절하다는 여론이 일어났다. 급기야 한 시민은 2005년 1월 6일에 센다이로 입구에 있는 표지석을 파손시키기도 했다. 한편, 2005년 3월 16일에 일본 시마네현이 다케시마의 날을 제정하자 대한민국 내에서 반일 감정이 격화되어 도로 이름을 바꿔야 된다는 여론이 거세졌다. 결국 2005년 4월에 이 도로는 빛고을로로 변경되었고, '센다이로'라는 이름은 풍암지구에 있는 광주월드컵경기장 부근의 총 연장 1,800m 도로에 붙기로 했으나 폐지되었다.
이 도로 개통으로 인하여 광주에서 출발하는 서울, 대전, 전주 방향 고속버스들이 서광주 나들목 대신 동림 나들목을 이용하게 되어 운암사거리 일대 정체현상이 해소되었다. 이 도로는 처음에는 일반도로로 개통했다가 이미 자동차전용도로로 지정된 제2순환도로와는 달리 오토바이 등이 통행하면서 안전 문제가 지적되자 2009년 6월 1일에 무진대로와 함께 자동차 전용 도로로 지정됨에 따라 도시고속화도로로 변경하였으며, 7월 27일에 빛고을대로로 명칭을 변경하였다.
2009년 정부의 새주소 사업에 의해 전라남도 담양군 대전면까지 연장되었으며, 2012년 7월 31일에 전 구간이 개통되었다.

## 연혁
- 2002년 3월 13일 : 최초 착공
- 2004년 12월 29일 : 센다이로라는 이름으로 계수사거리 ~ 동림 나들목 구간 개통
- 2005년 1월 6일 : 김 모 (당시 48세) 시민, 서구 유촌동에 있는 센다이로 표지석 파손.
- 2005년 3월 : 일본 시마네현이 다케시마의 날을 제정하자 도로 개명 여론이 거세졌다.
- 2005년 4월 : 빛고을로로 개명
- 2009년 6월 1일 : 버들교 ~ 동림 나들목(서구 유촌동 ~ 북구 동림동) 4.6km 구간을 자동차 전용도로로 지정[7]
- 2009년 7월 27일 : 2개 이상 자치구에 걸쳐있는 도로로 빛고을대로를 고시[8]
- 2010년 6월 15일 : 용두 교차로 ~ 신용 교차로 구간 개통
- 2012년 1월 18일 : 용두 교차로 ~ 북광주 나들목 구간 개통
- 2012년 7월 31일 : 신용 교차로 ~ 동림 나들목 구간 개통

## 주요 경유지
광주광역시
- 서구 - 북구

## 노선
- (■): 자동차 전용도로 구간

| 계수 교차로 (버들교)       | 무진대로                                | 광주광역시 | 서구                                    |                     |
| 유촌3교 죽림교             | 천변우하로 천변좌하로                   | 광주광역시 | 서구                                    |                     |
| 우석 교차로 (우석교)       | 광주광역시도 제40호선 (하남대로) 동운로 | 광주광역시 | 서구                                    | 유촌 방면 진출 불가 |
| 우석 교차로 (우석교)       | 광주광역시도 제40호선 (하남대로) 동운로 | 광주광역시 | 북구                                    | 유촌 방면 진출 불가 |
| 동배교                     | 동배들길                                | 광주광역시 |                                         |                     |
| 불공교                     |                                         | 광주광역시 |                                         |                     |
| 동림 교차로 (동림교)       | 국도 제1호선 (북문대로)                 | 광주광역시 | 담양 방면 진입 불가 유촌 방면 진출 불가 |                     |
| 동림 나들목                | 25호선 호남고속도로                     | 광주광역시 |                                         |                     |
| (교량 명칭 미상)           |                                         | 광주광역시 |                                         |                     |
| 연제지하차도               | 연양로 첨단연신로91번길                 | 광주광역시 |                                         |                     |
| 신용 교차로 (신용지하차도) | 광주광역시도 제85호선 (임방울대로)      | 광주광역시 |                                         |                     |
| 용두 교차로 (용두2교)      | 하서로523번길                           | 광주광역시 |                                         |                     |
| 지아대교                   |                                         | 광주광역시 |                                         |                     |
| 월출 교차로                | 국도 제13호선 (삼소로) 우치로           | 광주광역시 | 국도 제13호선 구간                      |                     |
| 신룡 교차로                | 신룡길                                  | 광주광역시 | 국도 제13호선 구간                      |                     |
| 추성로와 직결              |                                         |            |                                         |                     |

## 같이 보기
- 2순환로 (광주)
- 호남고속도로